# Achille Mbembe
Joseph-Achille Mbembe, conegut com a Achille Mbembe (nascut al 1957), és un filòsof camerunés, teòric polític, i intel·lectual.
Mbembe nasqué al 1957 a prop d'Otélé, al Camerun francés. Obtingué el doctorat en història a la Universitat de Sorbona a París, al 1989. Després obté un Diploma d'Estudis Avançats en ciència política per l'Institut d'Estudis Polítics de París. Ha tingut càrrecs en la Universitat de Colúmbia a Nova York, a la Institució Brookings de Washington, Universitat de Pennsilvània, Universitat de Califòrnia, Berkeley, Universitat Yale, Universitat de Duke i al Consell per al Desenvolupament d'Investigació de Ciència Social a Àfrica de Dakar, Senegal. Actualment es professor investigador d'Història i Política a la Universitat Harvard, W.I.B. Institut d'Investigació del Dubois.
Ha escrit sobre política i història africanes, incloent La naissance du maquis dans le Sud-Cameroun (París, Karthala, 1996). On the Postcolony es publicà a París l'any 2000 en francés i la traducció anglesa l'edità la Universitat de Premsa de Califòrnia, Berkeley, al 2001. El 2015, Wits University Press publica una nova edició africana.  El 14 de març de 2024, Achille Mbembe va rebre el premi Holberg 2024 d'arts i lletres, humanitats, dret i teologia. La cerimònia de lliurament té lloc el 6 de juny de 2024 a la Universitat de Bergen, Noruega.

## Treball
Els seus temes principals de recerca són la història africana, els estudis postcolonials en política i ciència social. Tot i que se'l considera un postcolonial teòric, sobretot a causa del títol del seu primer llibre anglés, ell ha negat aquesta etiqueta, perquè veu el seu projecte com una acceptació i transcendència de la diferència més que no un retorn a un originari sense significat a una pàtria no metropolitana.
Els títols més importants de Mbembe són: Les jeunes et l'ordre politique en Afrique noire (1985) (El jovent i l'ordre polític a l'Àfrica negra); La naissance du maquis dans le Sud-Cameroun (1920-1960) (El naixement del maquis al sud de Camerun); Histoire des usos de la raison en colonie (1996); De la postcolonie. Essai sur l'Imaginación politique dans l'Afrique contemporaine (2000); Sortir de la grande nuit: Essai sur l'Afrique décolonisée (2003); Critique de la raison nègre (2013).
El seu treball central, On the Postcolony (Sobre la postcolònia), el publicà la Universitat de Premsa de Califòrnia al 2001. Mbembe hi argumenta que el discurs acadèmic i popular sobre Àfrica s'inscriu en una varietat de clixés units a pors i fantasies occidentals. Seguint Frantz Fanon i Sigmund Freud, Mbembe afirma que aquesta representació no és una reflexió sobre una Àfrica real sinó una projecció inconscient lligada a la culpa, la negació, i la compulsió repetida. 
Mbembe postula que el concepte de Michel Foucault de biopoder (com un acoblament de poder disciplinari i biopolític) ja no és suficient per explicar les formes contemporànies de subjugació. Sobre les idees de Foucault pel que fa a poder sobirà i biopoder, Mbembe afegeix el concepte de Necropolitica, que va més enllà d'“inscriure cossos dins d'aparats disciplinaris”. Raonant els exemples de Palestina, Àfrica, i Kosovo, Mbembe demostra com el poder sobirà ara es posa en pràctica amb la creació de zones de mort on la mort esdevé l'exercici definitiu de dominació i la forma primària de resistència.
El seu treball també ha examinat Johannesburg com a ciutat metropolitana i l'activitat de Frantz Fanon.

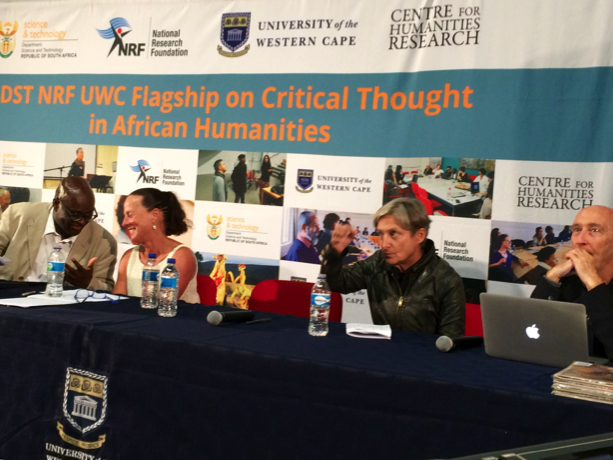
Achille Mbembe, Wendy Brown, Judith Butler i David Theo-Goldberg el 2016

## Llibres
- 1985 Les Jeunes et l'ordre politique en Afrique noire, Éditions L'Harmattan, París 1985 ISBN 2-85802-542-8
- 1996 La naissance du maqui dans le Sud-Cameroun, 1920-1960: histoire des usages de la raison en colonie.
- 2000 De la Postcolonie, essai sur l'imagination politique dans l'Afrique contemporaine. (Edició anglesa On the Postcolony, 2001. Segona edició francesa revisada, 2005.)
- 2000 Du Gouvernement prive indirecte. (Edició anglesa En Govern Indirecte Privat (Estat de la Literatura), 2002.)
- 2010 Sortir de la grande nuit @– Essai sur l'Afrique décolonisée[17]
- 2013 Critique de la raison nègre
- 2016 Politiques de l'inimitié

## Premis

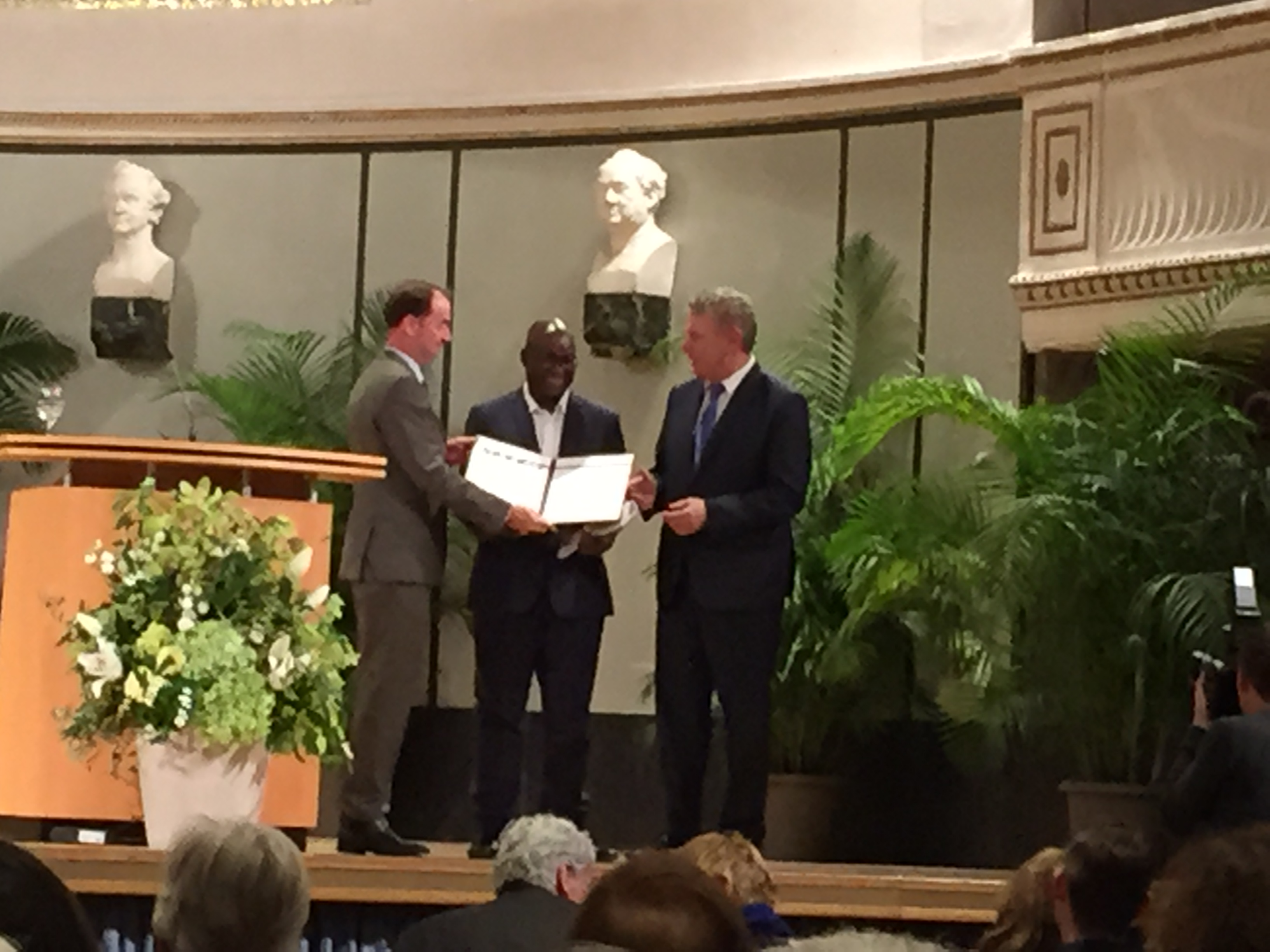
Mbembe rebent el premi Geschwister-Scholl-Preis

- 2014 Doctorat honoris causa atorgat per la Universitat París 8.
- 2015 Geschwister-Scholl-Preis per la seua Critique de la raison nègre.[18]